# Katharina Rupp
Katharina Rupp (* 10. Februar 1959 in Bern) ist eine Schweizer Theaterregisseurin und Schauspielleiterin am Theater Biel Solothurn.

## Leben
Rupp studierte ab 1981 Schauspiel an der Folkwang Hochschule in Essen und war hernach ab 1985 knapp zwölf Jahre lang als Schauspielerin an verschiedenen Bühnen im deutschsprachigen Raum engagiert, zunächst zwischen 1985 und 1988 am Schauspiel Frankfurt, anschließend an den Städtischen Bühnen Nürnberg (1988–1990) sowie am Wiener Theater in der Josefstadt (1990–1993). Nebstdem gastierte sie unter anderem in Frankfurt und am Bayerischen Staatsschauspiel; 1993 wechselte sie ins Ensemble des Theater Basel.
Erste Regiearbeiten folgten 1997 am Pfalztheater in Kaiserslautern (Kunst von Yasmina Reza) sowie am Wuppertaler Schauspielhaus (Sekretärinnen von Franz Wittenbrink). Spätere Inszenierungen führten sie ans Badische Staatstheater Karlsruhe, ans Nationaltheater Weimar, ans Landestheater Salzburg und ans Saarländische Staatstheater Saarbrücken. Zudem führte sie bei mehreren Dokumentarfilmen Regie.
Zur Spielzeit 2007/08 wurde Rupp unter dem neuen Direktorat von Beat Wyrsch künstlerische Leiterin des Schauspiels am Theater Biel Solothurn.

## Inszenierungen (Auswahl)
- 1997: Kunst von Yasmina Reza, Pfalztheater Kaiserslautern
- 1997: Sekretärinnen von Franz Wittenbrink, Schauspielhaus Wuppertal
- 1998: Kabale und Liebe von Friedrich Schiller, Badisches Staatstheater (Karlsruhe)
- 1998: Popcorn von Ben Elton, Nationaltheater Weimar
- 1999: Hase Hase von Coline Serreau, Pfalztheater Kaiserslautern
- 1999: Tod eines Handlungsreisenden von Arthur Miller, Schauspielhaus Wuppertal
- 1999: Die lustige Witwe von Franz Lehár, Badisches Staatstheater (Karlsruhe)
- 2000: Nathan der Weise von Gotthold Ephraim Lessing, Städtische Bühnen Augsburg
- 2000: Die Berühmten von Thomas Bernhard, Landestheater Salzburg
- 2000: Maria Stuart von Friedrich Schiller, Saarländisches Staatstheater (Saarbrücken)
- 2000: Familiengeschichten. Belgrad von Biljana Srbljanovics, Stadttheater St. Gallen
- 2001: Ein Monat auf dem Lande von Brian Friel, Stadttheater Bern
- 2002: Die Kassette von Carl Sternheim, Stadttheater St. Gallen
- 2003: Die Physiker von Friedrich Dürrenmatt, Theater Augsburg (Großes Haus)
- 2004: Der Theatermacher von Thomas Bernhard, Theater Augsburg
- 2006: Das Blut des Falken von Simon Werle, Städtische Bühnen Münster (Kleines Haus)
- 2007: Wer hat Angst vor Virginia Woolf? von Edward Albee, Theater Augsburg
- 2009: Genannt Gospodin von Philipp Löhle, Theater Biel Solothurn
- 2009: Lucia di Lammermoor von Gaëtano Donizetti (musikalische Leitung: Hendrik Vestmann), Städtische Bühnen Münster
- 2011: Ein Volksfeind von Henrik Ibsen, Theater Biel Solothurn
- 2011: Das Land, das ich Dir zeige nach Peter Lotar (Bühnenfassung: Mirjam Neidhart), Theater Biel Solothurn
- 2012: Hedda Gabler von Henrik Ibsen, Theater Münster
- 2012: Der Mann in der Badewanne oder Wie man ein Held wird von Lukas Linder, UA 10. Mai 2012, Theater Biel-Solothurn
- 2013: Barbaren von Maxim Gorki, Theater Biel Solothurn